# Mary Flake de Flores
Mary Carol Flake de Flores, (Memphis, Estados Unidos, 25 de septiembre de 1950) fue primera dama de la república de Honduras durante el periodo 1998-2002, esposa del ingeniero Carlos Roberto Flores Facussé expresidente constitucional.

## Datos personales
Se graduó en Textiles y Mercadeo en la Universidad Estatal de Luisiana (Louisiana State University), Baton Rouge. En la misma alma máter conoció a su futuro esposo, por ese entonces el señor Carlos Roberto Flores Facussé, con quien se casaría en 1973 y procrearía los hijos siguientes: Mary Elizabeth y Carlos David Flores Flake.  

## Lucha política junto a su esposo
Por la década de los ochenta, el Ingeniero Carlos Flores se desempeñaba como ministro en el gobierno del Ingeniero José Azcona del Hoyo, más tarde en 1988, en la celebración del concilio del Partido Liberal de Honduras se abrieron las oportunidades para que se inscribieran los movimientos precandidaturas a presidenciales, el Ingeniero Carlos Flores, se apuntó, su esposo obtuvo el apoyo del electorado liberal, pero en las elecciones generales venció el candidato del Partido Nacional de Honduras Licenciado Rafael Leonardo Callejas, nuevamente presentó su nueva campaña para candidato presidencial donde el vencedor fue el Doctor Carlos Roberto Reina con margen de mayoría, Carlos Flores fue nombrado como Presidente del Congreso Nacional de Honduras, sin bajar los brazos el Ingeniero Flores y su esposa se presentaron por tercera vez y más fuertes a los comicios internos de su partido en 1996, allí saldría victorioso. En las generales venció a la Licenciada Nora Gúnera de Melgar candidata del Partido Nacional de Honduras con una amplia mayoría y aceptación. Mary Flake se convertía en la nueva primera dama de Honduras.

## Primera dama de Honduras (1998-2002)
Mary Flake, participó en la cumbre de primeras damas de Centroamérica y el BID, para dar apoyo a la Mujer Rural en este proyecto el (PRAF) generaba micro empresas para las madres solteras, mujeres sin apoyo del esposo o viudas; su máxima preocupación fue a la educación infantil, la merienda escolar, el bono estudiantil y sobre todo a la salud, ya que se solicitaba que todos los niños menores fuesen vacunados, incentivo el apoyo a los hospitales, casas de acogida y orfanatos, fundaciones, ONG y oficinas de caridad. Fundadora del Proyecto PROFUTURO en 1998, cuya finalidad es la de construir un centro interactivo de enseñanza en Honduras y un Museo infantil.  
- Fue nombraba Presidenta Honoraria del Institute of Childhood and Family (Instituto Hondureño para la Niñez y la Familia (IHNFA) en Honduras.
- Participó en la Ninth Conference of Spouses of Heads of State and Government of the Americas (Novena Conferencia de Esposas de Presidentes y Jefes de Estado de las Américas).[1]

En los meses de octubre y noviembre de 1998 arribo a la nación el Huracán Mitch que devasto la ciudad capital, zozobro la costa norte de Honduras y causó miles de daños, cientos de perdidas humanas y millones en daños de infraestructuras, el país quedaba paralizado, sufrido, es allí donde la personalidad anímica de su presidente Carlos Flores y su esposa Mary Flake de Flores, comienzan una interminable lucha por la "Reconstrucción Nacional" bautizada así como una etapa más, en la Historia de Honduras.

## Cargos
- Primera dama de Honduras 1998-2002.
- Fundador y presidente de Honor de la Fundación Hondura Para El Niño con Cáncer (Fundación Hondureña para Niños con Cáncer).
- Presidenta Honoraria de Pro-Ayuda del Hospital San Felipe (Comité de Apoyo del Hospital San Felipe).
- Presidenta de honor de los Juegos Olímpicos Especiales celebrados en 1999.

## Reconocimientos
- Reconocimiento por su Labor Humanitaria, otorgado por McDonald de Centroamérica.
- Reconocimiento de la Hoja de Liquidambar/Placa de Oro, grado de Gran Caballero.
- Galardón Humanitario IVY, otorgado por la IVY Interamerican Foundation/directora honoraria primera dama de los Estados Unidos de América, señora Hillary Clinton.
- Alumna del Año, otorgado por la Universidad Estatal de Luisiana (Louisiana State University) y la Asociación de Estudiantes de la Escuela de Ecología Humana- Baton Rouge, Louisiana, U.S.A.
- Premio a la Mujer Internacional del año 1997, otorgado por la CIM.
- Medalla al Mérito de la Federación Hondureña de Mujeres Fellowship por su destacada labor durante y después del Huracán Mitch en octubre de 1998.
- Premio Estrella de Caribe de American Action Caribe Latino en 1999.
- Premio Humanitario año 2000.[2]